# Illicium kinabaluense
Illicium kinabaluense är en tvåhjärtbladig växtart som beskrevs av A. C. Smith. Illicium kinabaluense ingår i släktet Illicium och familjen Schisandraceae. Inga underarter finns listade.